# The Code (Nemo)
The Code è un singolo del cantante e rapper svizzero Nemo, pubblicato il 29 febbraio 2024.
Il brano ha vinto l'Eurovision Song Contest 2024 con 591 punti totalizzati.

## Descrizione
Il brano è scritto da Benjamin Alasu, Lasse Midtsian Nymann, Linda Dale e Nemo Mettler, durante un laboratorio musicale a Maur organizzato dalla SUISA. Nelle interviste, Nemo ha dichiarato che la canzone descrive la presa di coscienza della sua identità non binaria, affermando che ciò gli ha dato "libertà" e che, partecipando all'Eurovision Song Contest, può "battersi per l'intera comunità LGBTQIA+".
In un'ulteriore intervista relativa alla sua vita privata, ha dichiarato che quando ha accettato il fatto di "non sentirmi né uomo né donna [...] ho dovuto infrangere alcuni codici".

## Promozione
Nel luglio 2023, l'ente radiotelevisivo svizzero SRG SSR ha annunciato l'intenzione di utilizzare una selezione interna per determinare il rappresentante nazionale all'Eurovision Song Contest 2024, in linea con il sistema usato dal 2019. Il processo per la scelta della canzone svizzera si è svolto in due fasi: in un primo turno una giuria composta da esperti del settore e da fan svizzeri ed internazionali della manifestazione canora ha selezionato i 5 artisti con le canzoni migliori tra le 420 proposte ricevute; nella seconda fase, svoltasi entro il 5 dicembre 2023, i cinque finalisti rimasti in lista hanno registrato le loro canzoni negli studi dell'emittente SRF a Zurigo; le giurie hanno poi proceduto a selezionare il brano vincitore in base alle versioni in studio dei brani. 
Già dalla metà del febbraio 2024, il quotidiano svizzero Blick ha iniziato a diffondere voci secondo cui Nemo sarebbe stato scelto per rappresentare la Confederazione, con il brano The Code. Il successivo 29 febbraio, SRG SSR ha annunciato ufficialmente la selezione del cantante, confermando i favori del pronostico.
Nel maggio successivo, dopo essersi qualificato nella seconda semifinale, Nemo si è esibito nella finale eurovisiva, risultando vincitore con 591 punti totalizzati. Ha ottenuto una vittoria schiacciante nel voto delle giurie nazionali, che gli hanno assegnato 365 punti; nel televoto si è invece piazzato quinto con 226 punti; una volta sommati i punteggi, Nemo è risultato vincitore del festival.

## Tracce
Testi e musiche di Nemo Mettler, Benjamin Alasu, Lasse Midtsian Nymann e Linda Dale.
1. The Code – 3:00

## Classifiche

### Classifiche settimanali
| Classifica (2024) | Posizione massima |
| ----------------- | ----------------- |
| Austria           | 2                 |
| Belgio (Fiandre)  | 15                |
| Belgio (Vallonia) | 49                |
| Croazia           | 8                 |
| Finlandia         | 5                 |
| Francia           | 92                |
| Germania          | 14                |
| Grecia            | 1                 |
| Irlanda           | 17                |
| Islanda           | 9                 |
| Israele           | 18                |
| Italia            | 61                |
| Lettonia          | 2                 |
| Lituania          | 2                 |
| Lussemburgo       | 5                 |
| Norvegia          | 13                |
| Paesi Bassi       | 13                |
| Polonia           | 15                |
| Portogallo        | 28                |
| Regno Unito       | 18                |
| Repubblica Ceca   | 25                |
| Slovacchia        | 57                |
| Spagna            | 40                |
| Svezia            | 5                 |
| Svizzera          | 1                 |

### Classifiche di fine anno
| Classifica (2024) | Posizione |
| ----------------- | --------- |
| Svizzera          | 37        |